# كم كم إل
كيم كوم إل (بالإنجليزية: Kim Kum-Il) (مواليد 10 أكتوبر 1987 في بيونيانغ) لاعب كرة قدم كوري شمالي يلعب حاليا لصالح نادي 25 أبريل الكوري الشمالي .

## وصلات خارجية
- كم كم إل على موقع الاتحاد الدولي (مؤرشف)  (الإنجليزية)
- كم كم إل على موقع قاعدة بيانات كرة القدم.إي يو (الإنجليزية)
- كم كم إل على موقع ناشيونال فوتبول تيمز (الإنجليزية)
- كم كم إل على موقع Soccerway.com (الإنجليزية)
- كم كم إل على موقع عالم كرة القدم.نت (الإنجليزية)